# Cupa Cupelor 1977-1978
Sezonul 1977-1978 al Cupei Cupelor a fost câștigat de RSC Anderlecht, care a învins-o în finală pe RSC Anderlecht.

## Meci de calificare
| Echipa 1   | General | Echipa 1       | Tur   | Retur |
| ---------- | ------- | -------------- | ----- | ----- |
| Rangers FC | 3 - 2   | BSC Young Boys | 1 - 0 | 2 - 2 |

## Prima rundă
| Echipa 1            | General  | Echipa 1                 | Tur   | Retur |
| ------------------- | -------- | ------------------------ | ----- | ----- |
| Progrès Niedercorn  | 0 - 10   | Vejle Boldklub           | 0 - 1 | 0 - 9 |
| PAOK FC             | 4 - 0    | Zagłębie Sosnowiec       | 2 - 0 | 2 - 0 |
| Rangers FC          | 0 - 3    | FC Twente                | 0 - 0 | 0 - 3 |
| S.K. Brann          | 5 - 0    | ÍA Akranes               | 1 - 0 | 4 - 0 |
| 1. FC Köln          | 2 - 3    | Porto                    | 2 - 2 | 0 - 1 |
| Saint-Étienne       | 1 - 3    | Manchester United        | 1 - 1 | 0 - 2 |
| Hamburger SV        | 13 - 3   | Lahden Reipas            | 8 - 1 | 5 - 2 |
| PFC Lokomotiv Sofia | 1 - 8    | RSC Anderlecht           | 1 - 6 | 0 - 2 |
| Coleraine FC        | 3 - 6    | 1. FC Lokomotive Leipzig | 1 - 4 | 2 - 2 |
| Real Betis          | 3 - 2    | Milan                    | 2 - 0 | 1 - 2 |
| Valletta            | 0 - 7    | FC Dinamo Moscova        | 0 - 2 | 0 - 5 |
| Olympiakos Nicosia  | 1 - 8    | FC Universitatea Craiova | 1 - 6 | 0 - 2 |
| Cardiff City        | 0 - 1    | FK Austria Viena         | 0 - 0 | 0 - 1 |
| Lokomotiva Kosice   | 2(d) - 2 | Östers IF                | 0 - 0 | 2 - 2 |
| Beșiktaș J.K.       | 2 - 5    | Diósgyőri VTK Miskolc    | 2 - 0 | 0 - 5 |
| Dundalk FC          | 1 - 4    | Hajduk Split             | 1 - 0 | 0 - 4 |

### Prima manșă
| Saint-Étienne | 1 – 1 | Manchester United |
| ------------- | ----- | ----------------- |
| Synaeghel 80' |       | Hill 78'          |

| Real Betis                    | 2 – 0 | Milan |
| ----------------------------- | ----- | ----- |
| García Soriano 13' Eulate 73' |       |       |

### A doua manșă
| Manchester United       | 2 – 0 | Saint-Étienne |
| ----------------------- | ----- | ------------- |
| Pearson 32' Coppell 65' |       |               |

Manchester United s-a calificat cu scorul general de 3–1.
| Milan                   | 2 – 1 | Real Betis |
| ----------------------- | ----- | ---------- |
| Tosetto 34' Capello 59' |       | López 63'  |

Real Betis s-a calificat cu scorul general de 3–2.
Notes
- Manchester United were banned from playing within 200 km of Old Trafford, following crowd trouble in the Prima manșă.

## A doua rundă
| Echipa 1                 | General  | Echipa 1                 | Tur   | Retur      |
| ------------------------ | -------- | ------------------------ | ----- | ---------- |
| Vejle Boldklub           | 4 - 2    | PAOK FC                  | 3 - 0 | 1 - 2      |
| FC Twente                | 4 - 1    | S.K. Brann               | 2 - 0 | 2 - 1      |
| Porto                    | 6 - 5    | Manchester United        | 4 - 0 | 2 - 5      |
| Hamburger SV             | 2 - 3    | RSC Anderlecht           | 1 - 2 | 1 - 1      |
| 1. FC Lokomotive Leipzig | 2 - 3    | Real Betis               | 1 - 1 | 1 - 2      |
| FC Dinamo Moscova        | 2(p) - 2 | FC Universitatea Craiova | 2 - 0 | 0 - 2(aet) |
| FK Austria Viena         | 1(d) - 1 | Lokomotiva Kosice        | 0 - 0 | 1 - 1      |
| Diósgyőri VTK Miskolc    | 3 - 3(p) | Hajduk Split             | 2 - 1 | 1 - 2(aet) |

### Prima manșă
| Porto                          | 4 – 0 | Manchester United |
| ------------------------------ | ----- | ----------------- |
| Duda 8', 24', 54' Oliveira 60' |       |                   |

### A doua manșă
| Manchester United                                        | 5 – 2 | Porto            |
| -------------------------------------------------------- | ----- | ---------------- |
| Coppell 8', 65' Murça 39' (o.g.), 90' (o.g.) Nicholl 44' |       | Seninho 29', 85' |

Porto s-a calificat cu scorul general de 6–5.

## Sferturi
| Echipa 1         | General  | Echipa 1          | Tur   | Retur      |
| ---------------- | -------- | ----------------- | ----- | ---------- |
| Vejle Boldklub   | 0 - 7    | FC Twente         | 0 - 3 | 0 - 4      |
| Porto            | 1 - 3    | RSC Anderlecht    | 1 - 0 | 0 - 3      |
| Real Betis       | 0 - 3    | FC Dinamo Moscova | 0 - 0 | 0 - 3      |
| FK Austria Viena | 2(p) - 2 | Hajduk Split      | 1 - 1 | 1 - 1(aet) |

## Semifinale
| Echipa 1          | General  | Echipa 1         | Tur   | Retur      |
| ----------------- | -------- | ---------------- | ----- | ---------- |
| FC Twente         | 0 - 3    | RSC Anderlecht   | 0 - 1 | 0 - 2      |
| FC Dinamo Moscova | 4 - 5(p) | FK Austria Viena | 2 - 1 | 1 - 2(aet) |

## Finala
| Echipa 1       | Rez.  | Echipa 1         |
| -------------- | ----- | ---------------- |
| RSC Anderlecht | 4 - 0 | FK Austria Viena |